# Hotakijsko Carstvo
Hotakijsko Carstvo (perz. هوتکیان) je naziv za novovjekovnu iransku državu pod hotakijskom dinastijom. Hotakijci su vladali Iranom od 1722. do 1729. godine, a prilikom njihovog vojno-političkog vrhunca carstvo se protezalo i preko teritorija današnjeg Afganistana, Pakistana, Turkmenistana i Tadžikistana.
Dinastija Hotaki bila je paštunskog podrijetla i sunitske islamske vjere, a stolovali su u Kandaharu odakle su 1709. godine pokrenuli veliki ustanak protiv safavidske vlasti što je 1722. razultiralo njihovim padom odnosno osnivanjem nove, hotakijske dinastije. Hotakijci su vladali iz Kandahara i Isfahana, no nakon svega četiri godine vladavine Iranom započinje njihov nagli pad zbog vojne najezde Nader-šaha koji će kroz iduće tri godine na iranskom prijestolju uspostaviti novu afšaridsku dinastiju. Hotakijci su se još neko vrijeme uspjeli održati u Kandaharu, no 1738. godine vojska Nader-šaha potpuno je ovladala njihovim teritorijima i nastavila je napredovati prema Indiji.
Iako je hotakijska vladavina bila kratkog vijeka, ona je otvorila put jačanju Paštunaca na istoku Irana koji će stoljeće kasnije osnovati Duransko Carstvo koje se smatra političkim temeljem suvremenog Afganistana.

## Poveznice
- Paštunci

## Vanjske poveznice
Wikimedijski zajednički poslužitelj:
|  | Zajednički poslužitelj ima još gradiva o temi Hotakijsko Carstvo |